# Fabio Borini
Fabio Borini (ur. 29 marca 1991 w Bentivoglio) – włoski piłkarz występujący na pozycji napastnika we włoskim klubie Sampdoria.

## Kariera klubowa

### Bologna
Borini zaczął grać w piłkę mając dziewięć lat. On i jego ojciec byli kibicami Bolognii. W 2001 roku dołączył do zespołu juniorów włoskiej drużyny.

### Chelsea
Latem 2007 roku Borini dołączył do Chelsea. W sezonie 2008/2009 był podstawowym napastnikiem rezerw. Strzelił dziesięć goli w jedenastu spotkaniach i został ich najskuteczniejszym zawodnikiem. Do siatki rywali trafiał między innymi w meczu FA Youth Cup z Manchesterem United. 1 września 2009 roku został włączony przez Carla Ancelottiego do kadry na rozgrywki Ligi Mistrzów i w spotkaniu z FC Porto, zasiadł po raz pierwszy na ławce rezerwowych londyńskiej ekipy. Kilka dni później Borini zadebiutował w barwach Chelsea, zmieniając w 89 minucie derbowego pojedynku z Tottenhamem Nicolasa Anelkę. Po raz pierwszy w podstawowym składzie wyszedł 23 września 2009 roku w spotkaniu Pucharu Ligi z Queens Park Rangers, które zostało rozegrane na stadionie Stamford Bridge.
19 października 2009 roku zdobył dwa gole dla rezerw w wygranym 4:1 derbowym spotkaniu z West Ham United. Swój drugi występ w Premier League zanotował w listopadzie, kiedy to zmienił w 77 minucie Salomona Kalou w pojedynku z Wolverhampton Wanderers. 8 grudnia 2009 roku Borini zadebiutował w rozgrywkach Ligi Mistrzów w zremisowanym 2:2 meczu przeciwko APOELowi Nikozja. W drugiej połowie zmienił wówczas innego debiutanta w Champions League – Gaëla Kakutę. Następnie dostał szansę pokazania swoich umiejętności w ligowych meczach z Evertonem oraz Portsmouth. W styczniu 2010 roku zagrał w spotkaniu z Watford, a w lutym wystąpił przeciwko Cardiff City. W sezonie 2009/2010 wraz z Chelsea wywalczył tytuł mistrza Anglii oraz zdobył Puchar Anglii. Wraz z juniorami londyńskiego klubu sięgnął natomiast po FA Youth Cup.

### Swansea City
17 marca 2011 roku Borini został wypożyczony do Swansea City do końca sezonu 2010/2011, gdzie pracował jego były trener w młodzieżówkach Chelsea – Brendan Rodgers. Borini rozpoczął swoje wypożyczenie strzelając dwie bramki z Nottingham Forest. 9 kwietnia 2011 roku trafił pierwszego gola w spotkaniu z Norwich City, z rzutu wolnego. Swansea wygrała 3:0. Kolejną bramkę trafił na Turf Moor przeciwko Burnley, ale jego drużyna przegrała 1:2. Dwa kolejne gole zdobył w wygranym 4:1 meczu z Ipswich Town.
18 maja 2011 roku Borini potwierdził, że nie powróci do Chelsea po zakończeniu wypożyczenia. Stwierdził, że podejmie decyzję o przyszłości po meczu finałowym play-offów o awans do Premier League. W finale wywalczył rzut karny, który dał zwycięstwo 4:2 i przypieczętował awans do Premier League.

### Parma
2 lipca 2011 roku podpisał pięcioletni kontrakt z Parmą. Parma zapłaciła Chelsea rekompensatę w wysokości 360 tysięcy euro.

### Roma
31 sierpnia 2011 roku Borini został wypożyczony do Romy za kwotę w wysokości 1,25 miliona euro. Roma miała opcję wykupu za 7 milionów euro. W Romie zadebiutował w przegranym 1:2 spotkaniu z Cagliari Calcio, gdy wszedł w 80 minucie za Pabla Osvalda. Tydzień później zagrał od pierwszych minut z Interem na San Siro. Pierwszego gola dla nowego zespołu trafił w meczu wyjazdowym z Genoą. W meczu Pucharu Włoch trafił bramkę przeciwko Fiorentinie, a rzymski zespół wygrał 3:0. Drugiego gola w lidze trafił w wygranym 5:1 meczu z Ceseną. 5 lutego 2012 roku trafił dwie bramki w spotkaniu z Interem, które Roma wygrała 4:0.
23 stycznia 2012 Roma zapłaciła 2,3 miliona euro za 50% karty zawodniczej Boriniego. 23 czerwca 2012 Roma wykupiła drugą połowę za 5,3 miliona euro.

### Liverpool
13 lipca 2012 roku podpisał pięcioletni kontrakt z Liverpoolem. Kwota transferu wynosiła 13,3 miliona euro.
9 sierpnia podczas swojego pierwszego meczu na Anfield w barwach The Reds, trafił swoją pierwszą bramkę w rewanżowym spotkaniu Ligi Europy z FK Homel. W październiku 2012 roku w meczu z Manchesterem United doznał kontuzji stopy, która wyeliminowała go z gry do stycznia. Na boisko powrócił 13 stycznia 2013 roku w meczu z Manchesterem United, gdy w drugiej połowie zmienił Raheema Sterlinga. 17 lutego 2013 roku po kolizji z piłkarzem Swansea City Kyle'em Bartleyem zwichnął ramię. Początkowo sądzono, iż z tego powodu będzie musiał pauzować do końca sezonu. Do gry powrócił jednak 27 kwietnia 2013 roku – wszedł na boisko w 72. minucie meczu z Newcastle United, a po chwili strzelił swoją pierwszą ligową bramkę dla Liverpoolu.

## Sunderland
31 sierpnia 2015 roku został graczem Sunderland, z którym związał się czteroletnią umową.

## Kariera reprezentacyjna
Fabio w reprezentacji narodowej debiutował we wrześniu 2006 roku w zespole do lat 16. Następnie występował w drużynach U-17, U-19 i U-21. W tej ostatniej debiutował 13 listopada 2009 roku w meczu z Węgrami. Cztery dni później zagrał w spotkaniu z rówieśnikami z Luksemburga.
Debiut w dorosłej reprezentacji zaliczył w lutym 2012 roku w pojedynku ze Stanami Zjednoczonymi. Wraz z seniorską reprezentacją Włoch na Euro 2012 zajął drugie miejsce, choć nie wystąpił w żadnym meczu.
Rok później uczestniczył w Euro U-21, gdzie także dotarł z ekipą Azzurini do finału, jednak i tym razem lepsi okazali się reprezentanci Hiszpanii (Borini strzelił jedną z bramek).

## Statystyki
Stan na 17 maja 2017 r.
|                    |                     |                    | Liga | Liga | Puchar | Puchar | Puchar ligi | Puchar ligi | R. kont. | R. kont. | Łącznie | Łącznie |
| Sezon              | Klub                | Liga               | M    | G    | M      | G      | M           | G           | M        | G        | M       | G       |
| ------------------ | ------------------- | ------------------ | ---- | ---- | ------ | ------ | ----------- | ----------- | -------- | -------- | ------- | ------- |
| 2009/10            | Chelsea             | Premier League     | 4    | 0    | 2      | 0      | 1           | 0           | 1        | 0        | 8       | 0       |
| 2010/11            | Chelsea             | Premier League     | 0    | 0    | 0      | 0      | 0           | 0           | 0        | 0        | 0       | 0       |
| 2010/11            | Swansea City (wyp.) | Championship       | 9    | 6    | 0      | 0      | 0           | 0           | —        | —        | 12      | 6       |
| 2011/12            | AS Roma (wyp.)      | Serie A            | 24   | 9    | 2      | 1      | —           | —           | 0        | 0        | 26      | 10      |
| 2012/13            | Liverpool           | Premier League     | 13   | 1    | 1      | 0      | 0           | 0           | 6        | 1        | 20      | 2       |
| 2013/14            | Sunderland (wyp.)   | Premier League     | 32   | 7    | 3      | 0      | 5           | 3           | —        | —        | 40      | 10      |
| 2014/15            | Liverpool           | Premier League     | 12   | 1    | 2      | 0      | 2           | 0           | 2        | 0        | 18      | 1       |
| 2015/16            | Sunderland          | Premier League     | 26   | 5    | 0      | 0      | 1           | 0           | —        | —        | 27      | 5       |
| 2016/17            | Sunderland          | Premier League     | 24   | 2    | 2      | 0      | 0           | 0           | —        | —        | 26      | 2       |
| Łącznie w karierze | Łącznie w karierze  | Łącznie w karierze | 144  | 30   | 12     | 1      | 9           | 3           | 9        | 1        | 176     | 35      |

## Sukcesy

### Chelsea
- Premier League: 2009/2010
- Puchar Anglii: 2009/2010
- FA Youth Cup: 2009/2010

Reprezentacja
- wicemistrzostwo Europy: 2012